# Дім на краю світу
«Дім на краю світу» — роман американського письменника Майкла Каннінгема, що вийшов 1990 року.
Оповідь у книжці ведеться від першої особи, причому оповідач змінюється в кожному розділі. Боббі та Джонатан є головними оповідачами, але кілька розділів ведуться від імені Еліс, матері Джонатана, та Клер. Уривок із роману «Дім на краю світу» був опублікований у журналі «The New Yorker», відібраний до збірки Best American Short Stories 1989 і прозвучав у програмі Selected Shorts на NPR.

## Короткий зміст
Боббі виріс у передмісті Клівленда, штат Огайо, у 1960-х та 1970-х роках, де панували вечірки та наркотики. На момент знайомства з Джонатаном, який походив із заможної сім'їв, він уже втратив матір та улюбленого старшого брата. Коли ж помер і батько Боббі, родина Джонатана прихистила його.
Боббі та Джонатан стають найкращими друзями, а також експериментують у сексуальному плані. Зрештою вони втрачають зв'язок, але знову зустрічаються двадцятирічними у Нью-Йорку в 1980-х роках. Боббі переїжджає до Джонатана та його ексцентричної співмешканки Клер. Клер планувала народити дитину від Джонатана (який відкрито є геєм), але Боббі та Клер стають коханцями, тоді як Джонатан все ще має почуття до Боббі. Клер та Боббі народжують дитину та разом з Джонатаном переїжджають до заміського будинку.
Тріо створює власну сім'ю, ставлячи під сумнів традиційні визначення сім'ї та кохання, одночасно розбираючись зі складнощами своїх поліаморних стосунків.

## Цензура
У квітні 2025 року режим Лукашенка додав книгу до Переліку друкованих видань, що містять інформаційні повідомлення та матеріали, поширення яких може завдати шкоди національним інтересам Білорусі.

## Переклад українською
2024 року у видавництві «Лабораторія» вийшов український переклад роману. Перекладачка — Ярослава Стріха.

## Екранізації
- «Дім на краю світу» (2004), фільм режисера Майкла Маєра

## Зовнішні посилання
- Michael Cunningham на сайті IMDb (англ.)

1. ↑  Мініфарм Беларусі забараніў "Воблачны атлас" | Навіны Беларусі | euroradio.fm. euroradio.fm (біл.). 1 квітня 2025. Процитовано 1 квітня 2025.